# 669–660 př. n. l.
Století: 8. století př. n. l. – 7. století př. n. l. – 6. století př. n. l.
Roky: 689 – 680 679 – 670 – 669–660 př. n. l. – 659 – 650 649 – 640

## Události
- 669 – Aššurbanipal nastupuje po svém otci Asarhaddonovi na asyrský trůn.
- 668 – Šamaš-šum-ukin, Aššurbanipalův nevlastní bratr, se stává králem Babylónu.
- 668 – Egyptské povstání proti asyrské nadvládě.
- 667 – Založeno Byzantion a emporion Berezaň kolonisty z Megary.
- 667 až 663 – Asyřané znovu obsazují Egypt.
- 660 – Skythové vpadli do severní Mezopotámie
- 660 – Psammetik I. vyhání Asyřany z Egypta.
- 660 – podle tradice založeno Japonské císařství císařem Džimmuem.
- 660 – 11. února podle proleptického gregoriánského kalendáře – den založení Japonska, vyhlášený v roce 1872 za vlády Meidži – počátek tzv. císařského letopočtu (Imperial Era) používaného v Japonsku v letech 1872-1948

## Vědy a umění
- První nám známé použití démotického písma.

## Úmrtí
- 668 – Asarhaddon, asyrský král
- 664 – Necho I., faraon Dolního Egypta
- 663 – Taharka, faraon Horního Egypta

## Hlava státu
- Médie – Fraortés
- Urartu – Rusa II.
- Asýrie – Aššurbanipal
- Egypt – Taharka, poté Psammetik I.
- Makedonie – Argaios I.
- Judské království – Menaše